# 留略
留 略（りゅう りゃく、生没年不詳）は、三国時代の呉の武将。留賛の子。留平の兄。『三国志』では魏志の「三少帝紀」に引用された『漢晋春秋』、呉志の「三嗣主伝」、「諸葛恪伝」に記録がある。

## 生涯
建興元年（252年）、孫権の死に乗じ、魏が東興・南郡・武昌の三方面より侵攻してきた。留略は全端と共に諸葛恪の命令で東興の二つの城に千人の兵士を率いて立て籠もった。留略は東城、全端は西城であった。やがて魏軍の胡遵と諸葛誕が城に攻めかかったが、地勢が険しかったため落とすことはできなかった。諸葛恪は父の留賛や呂拠・唐咨・丁奉を率いて、油断していた魏軍を攻撃しこれを破った（東興の戦い）。
五鳳2年（255年）、父の留賛が左将軍のまま寿春で戦死した。その後、呉は広陵に進出を図り、衛尉である馮朝に築城を命じた上（半年後に監軍・都督徐州諸軍事に任命）、呉穣が広陵太守、留略が東海太守とされたとある（呉志「三嗣主伝」）。
天紀4年（279年）、郭馬が反乱を起こした際に殺された南海太守として、劉略なる人物が「孫晧伝」に登場するが、これが留略の事なのかは、はっきりしない。
留略については、「孫峻伝」に付伝されている留賛の伝記においても、弟の留平とともに部将として活躍した、との記述しかないため、他の具体的な事蹟は不明になっている。
『三国志演義』にも登場し、東興の戦いで同様の活躍を見せる。